# Drapeaux de Provence-Alpes-Côte d'Azur
Plusieurs drapeaux sont en usage en Provence-Alpes-Côte d'Azur.
La région actuelle regroupe la presque totalité de l'ancienne province de Provence, le comté de Nice, Avignon et le Comtat Venaissin ainsi que la partie sud-est du Dauphiné avec les Hautes Alpes ainsi que la  Drôme intégrée au Moyen Âge dans le Comté de Provence mais rattaché aujourd'hui à la région Auvergne Rhône Alpes. Le conseil régional de Provence-Alpes-Côte d'Azur a adopté un blason et un drapeau rappelant ces différentes composantes.

## Drapeau du conseil régional
En 1999, le conseil régional de Provence-Alpes-Côte d'Azur a adopté un drapeau pour la région, reprenant les armoiries des anciennes provinces :
- d’or à quatre pals de gueules pour la Provence
- d’or au dauphin d’azur crété, barbé, loré, peautré et oreillé de gueules pour le Dauphiné (département des Hautes-Alpes)
- d’argent à l’aigle couronné de gueules, empiétant une montagne aux trois coupeaux de sable issant d’une mer d’azur et ondée d’argent pour Nice (une partie du département des Alpes-Maritimes).

On retrouve ces éléments dans le blason et le logo de la région ainsi que dans le logo de la marque promue depuis 2018 par le président du conseil régional : 

Blason de la région Provence-Alpes-Côte d'Azur
Logo de la région Provence-Alpes-Côte d'Azur
Logo de la marque « Région Sud - Provence Alpes Côte d'Azur »

## Autres drapeaux

### Provence
Le drapeau de la Provence est la bannière traditionnelle du comté de Provence aux quatre pals (bandes verticales) de gueules sur fond or. Il tient son origine du blason des comtes de Barcelone et a été adopté par leurs descendants, dont les comtes de Provence, les comtes de Foix (trois pals seulement), les rois de la couronne d'Aragon au XIIe siècle et les rois de Majorque au XIIIe siècle,,. Selon une théorie alternative, le drapeau serait originaire de Provence et ce serait les Catalans qui se seraient ensuite inspiré du blason du royaume d'Arles pour le leur. Une preuve en serait un sceau antérieur à la première apparition du blason catalan et conservé aux Archives départementales des Bouches-du-Rhône.
Bien que non officiel, cet emblème est aujourd'hui utilisé sur de nombreux édifices publics et dans de nombreuses manifestations culturelles dans l’espace provençal depuis sa reprise symbolique par le mouvement félibréen, en écho à la reprise de la senyera par la Renaixença catalane. La région Provence-Alpes-Côte d'Azur l'utilise également dans son logo et son drapeau, conjointement avec l'aigle symbolisant le comté de Nice et le dauphin symbolisant le Dauphiné. 
Il existe également un autre drapeau, moins utilisé, reprenant le blason de Provence dit « moderne » utilisée à partir du XVIIIe siècle, qui est une simplification des armes de la maison d'Anjou dans lesquelles la brisure (le lambel rouge) signale l'appartenance à une branche cadette de la famille royale française, depuis le mariage de Charles Ier d'Anjou, fils de Louis VIII et frère de Louis IX, avec Béatrice de Provence, héritière des comtes de Barcelone.
Bien que non retenu par les félibres et par le conseil régional, ce drapeau symbolise plus particulièrement l'inscription de la Provence dans l'ensemble politique et culturel français par l'intermédiaire de la maison d'Anjou[réf. nécessaire].

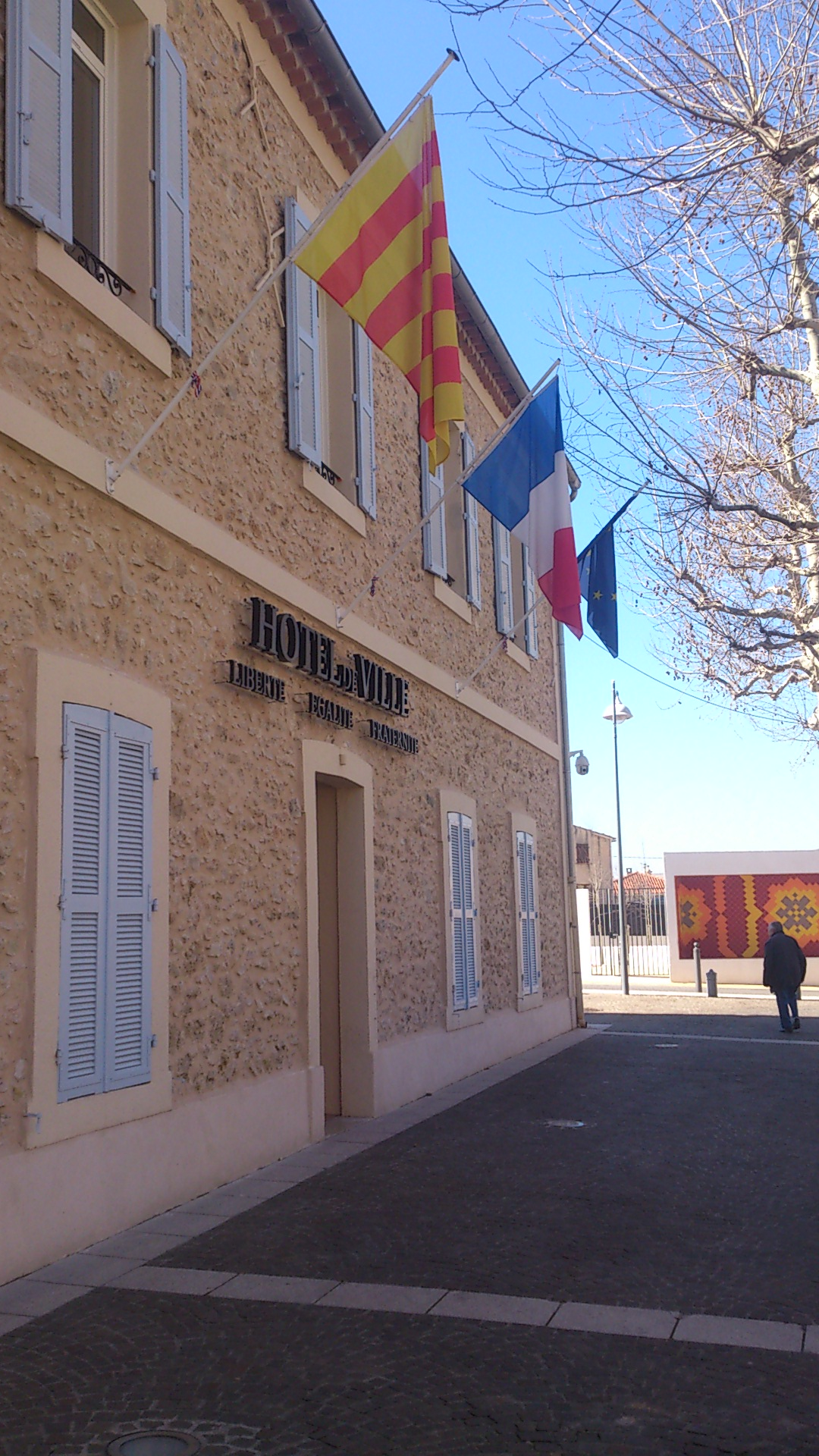
La mairie de Gignac-la-Nerthe.
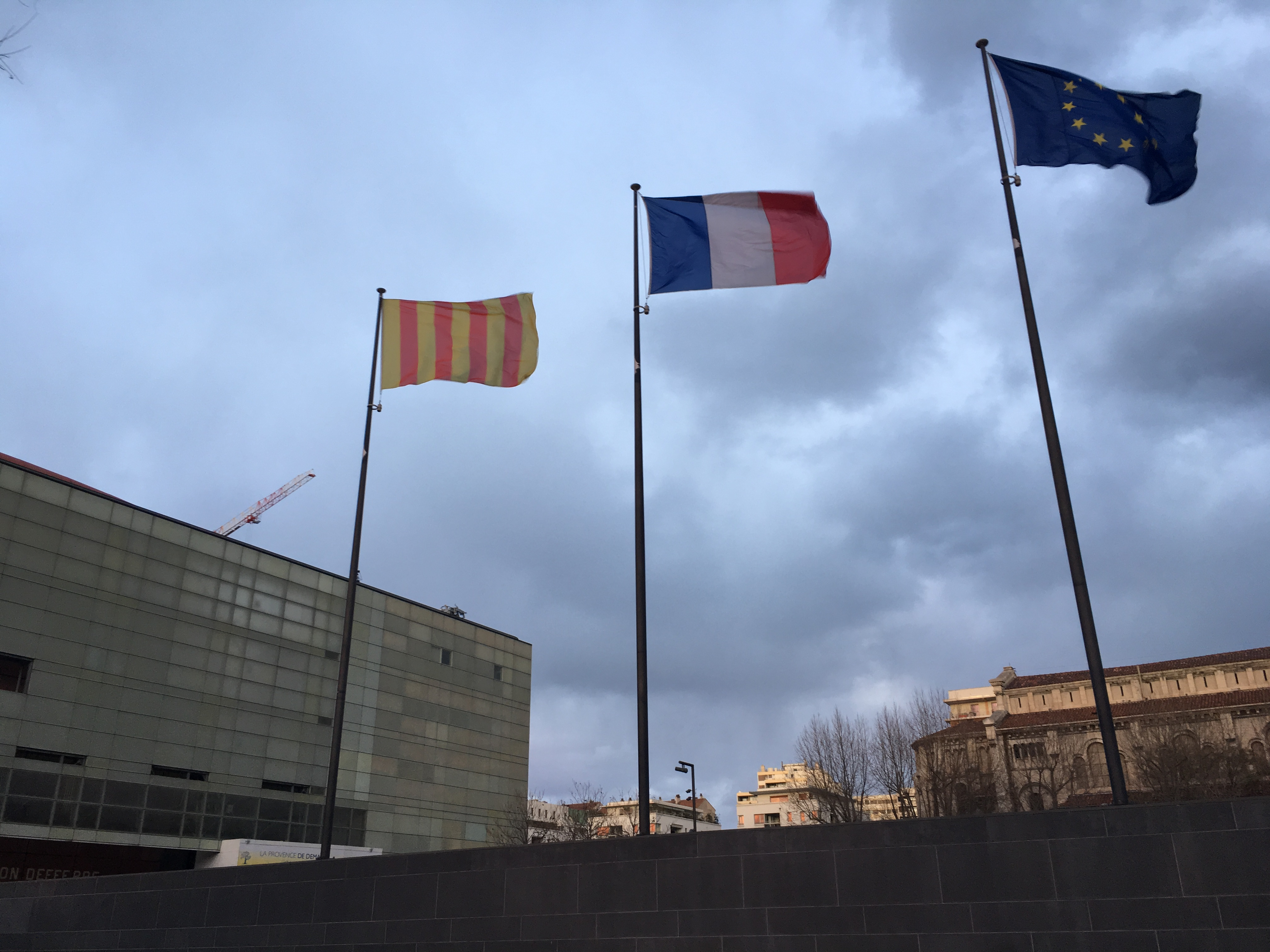
Drapeaux devant les Archives et bibliothèque départementales des Bouches-du-Rhône.
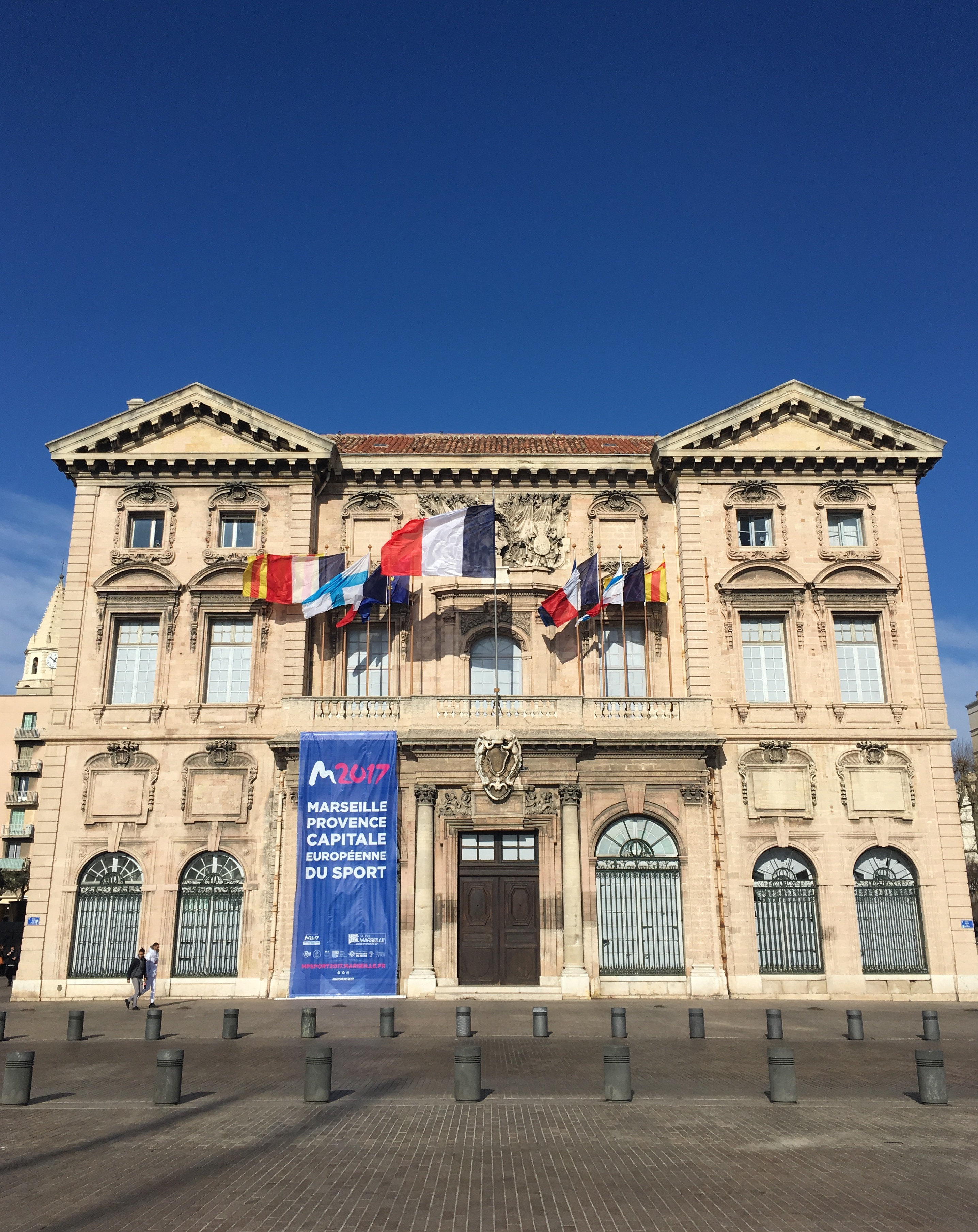
L'hôtel de ville de Marseille.

### Dauphiné
Le dauphin est le symbole du Dauphiné, dont la partie sud-est forme le département des Hautes-Alpes. 

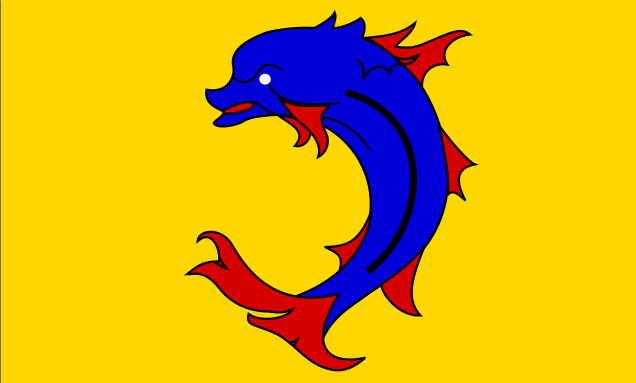
Drapeau du Dauphiné de Viennois
Drapeau du Dauphiné (après le rattachement à la France en 1349)

### Nice
L'aigle provient à l'origine du Saint-Empire dont dépendait la maison de Savoie, il était le symbole du comté de Nice. Il est aujourd'hui repris sur les armes des Alpes-Maritimes et sur celles de la ville de Nice.

Drapeau de Nice

### Avignon et le Comtat Venaissin
Avignon et le Comtat Venaissin sont deux anciennes possessions du pape enclavées dans le royaume de France à partir du rattachement de la Provence à la France en 1481 et annexées  en 1791 lors de la Révolution. Leurs armoiries et drapeaux portent ainsi les clés, symboles de la papauté. On les retrouve sur le blason du département de Vaucluse dans lequel Avignon et le Comtat ont été intégrés en 1793. Ce blason est écartélée, au premier du Comtat Venaissin (deux clés en sautoir), au second de Provence moderne (arrondissement d'Apt qui appartenait à l'origine au département des Bouches-du-Rhône), au troisième de la principauté d'Orange (ci-devant au prince d'Orange-Nassau) et au quatrième d'Avignon (trois clés posées en face, les pannetons tournés vers la pointe). On représente parfois ce blason sous forme de drapeau.

Armoiries d'Avignon
Drapeau du Comtat Venaissin

Toutefois, même à Avignon et dans le Comtat Venaissin, le drapeau rouge et or de la Provence est aujourd'hui largement utilisé.

### Drapeau occitan

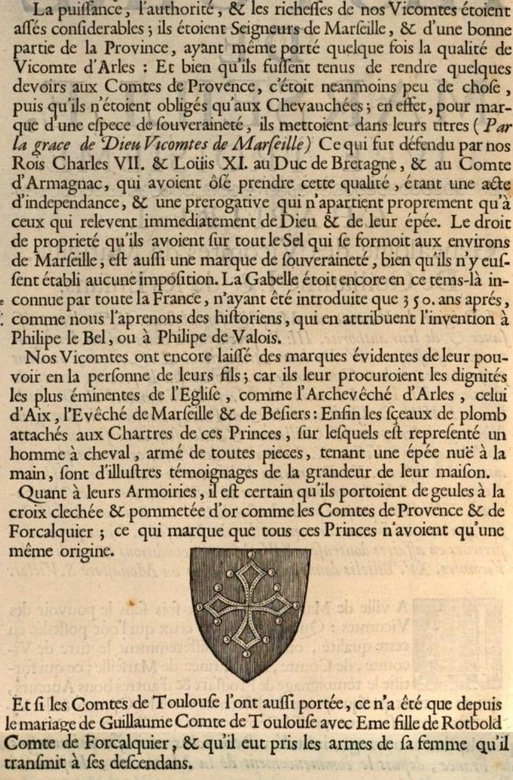
Extrait de l'Histoire de Marseille, de Louis Antoine de Ruffi.

Le drapeau occitan est un drapeau historique de la Provence, la croix de Venasque ayant été le symbole du marquisat de Provence avant et pendant la domination des comtes de Toulouse, ainsi que celui des vicomtes de Marseille. Louis Antoine de Ruffi dans son Histoire de la Ville de Marseille signale ainsi l'antériorité de cette croix dans les armes des seigneurs provençaux, ajoutant qu'elle n'est devenue l'emblème des comtes de Toulouse qu'après mariage du comte de Toulouse avec la fille du comte de Forcalquier. 

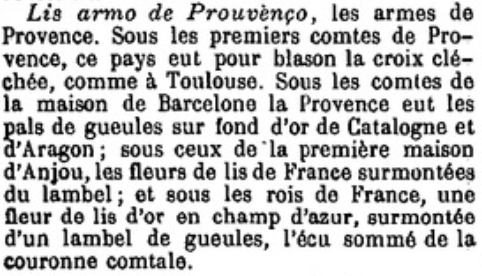
Entrée armo du Tresor du Félibrige

Dans son Trésor du Félibrige, à l'entrée armo, Frédéric Mistral précise également que "sous les premiers comtes de Provence, ce pays eut pour blason la croix cléchée comme à Toulouse".
Le drapeau occitan est parfois utilisé aujourd'hui pour symboliser l'appartenance de la région Provence-Alpes-Côte d'Azur à l'Occitanie. On retrouve également la croix dans l'héraldique de certaines villes provençales situées dans l'ancien marquisat de Provence ou le Comtat Venaissin (Venasque, Gigondas, Méthamis, Saint-Didier).

Drapeau de l'Occitanie